# 하시카미촌
하시카미촌(階上村)은 1955년까지 미야기현 모토요시군에 있던 촌이다. 현재의 게센누마시에 해당한다.

## 역사

### 연혁
- 1889년 4월 1일 - 정촌제 시행에 수반해 하시카미촌 단독으로 촌제를 시행하였다.
- 1955년 4월 1일 - 오시마촌, 나쓰키촌과 함께 게센누마시에 편입되었다.

### 해일피해
- 1896년 6월 15일 - 메이지 산리쿠 지진. 사망자 442명, 부상자 117명(마을 인구 2,622명). 희생자의 대부분은 아케도 부락의(현 게센누마시 하지로카미아케도) 주민이었다(부락 인구 588명 중 사망자 433명, 부상자 114명).
- 1933년 3월 3일 - 쇼와 산리쿠 지진. 사망자 1명, 부상자 1명.

## 교통
구 촌 지역을 지나는 국철 기센누마선은 가이카미무라 시절인 1953년 6월에 착공했지만, 합병 전까지 완공되지 못했고, 촌 지역을 지나는 미나미기센누마역~혼요시역 구간이 개통된 것은 기센누마시 편입 이후인 1957년 2월 11일이었다. 이때 구 촌지역 내에 리쿠젠하시카미역이 개설되었고, 1967년 7월 20일에는 사이치역이 새로 개설되었다.

## 참고문헌
- 『階上村誌』（階上村誌刊行委員会、1960）
- 『宮城県町村合併誌』（宮城県地方課、1958）